# Muzeum Historii Naturalnej w Bukareszcie
Muzeum Historii Naturalnej „Grigore Antipa” (rum: Muzeul Național de Istorie Naturală „Grigore Antipa”) – muzeum historii naturalnej w Bukareszcie, otwarte w 1834. Muzeum w 1933 zostało nazwane imieniem rumuńskiego zoologa Grigore Antipy. Muzeum posiada ponad 2 miliony okazów zwierząt oraz eksponaty antropologiczne i geologiczne.
Muzeum prowadzi działalność naukową, w szczególności w zakresie bioróżnorodności terenów Rumunii (Delta Dunaju, południe Dobrudży, Marmarosz, Banat, Nizina Wołoska, masywy górskie: Ciucaș, Piatra Craiului, góry Fogaraskie, Retezat, przełom rzeki Jiu) oraz innych krajów (m.in. Indonezja, Brazylia, Islandia).

## Galeria

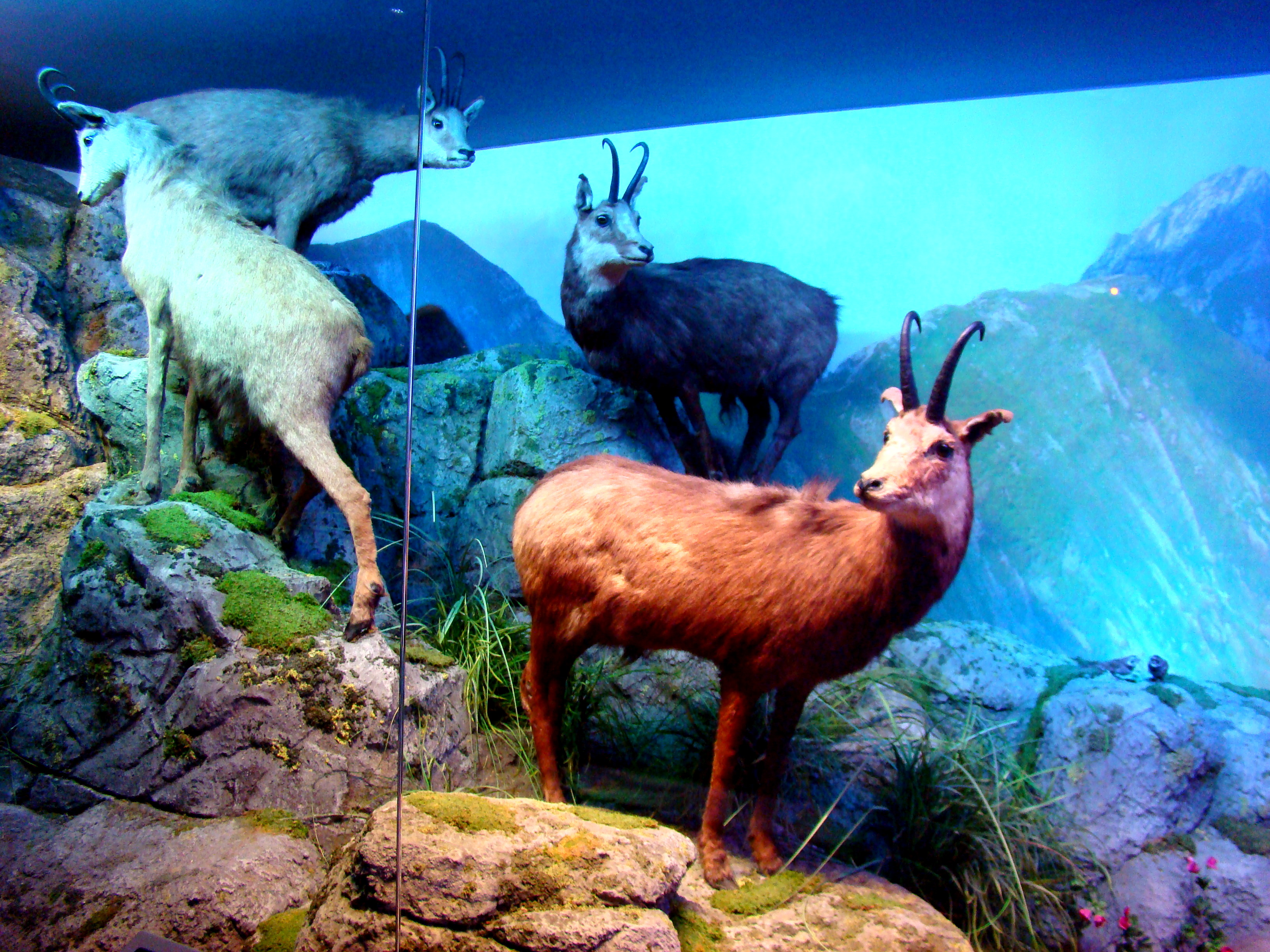
Kozica północna (Rupicapra rupicapra).
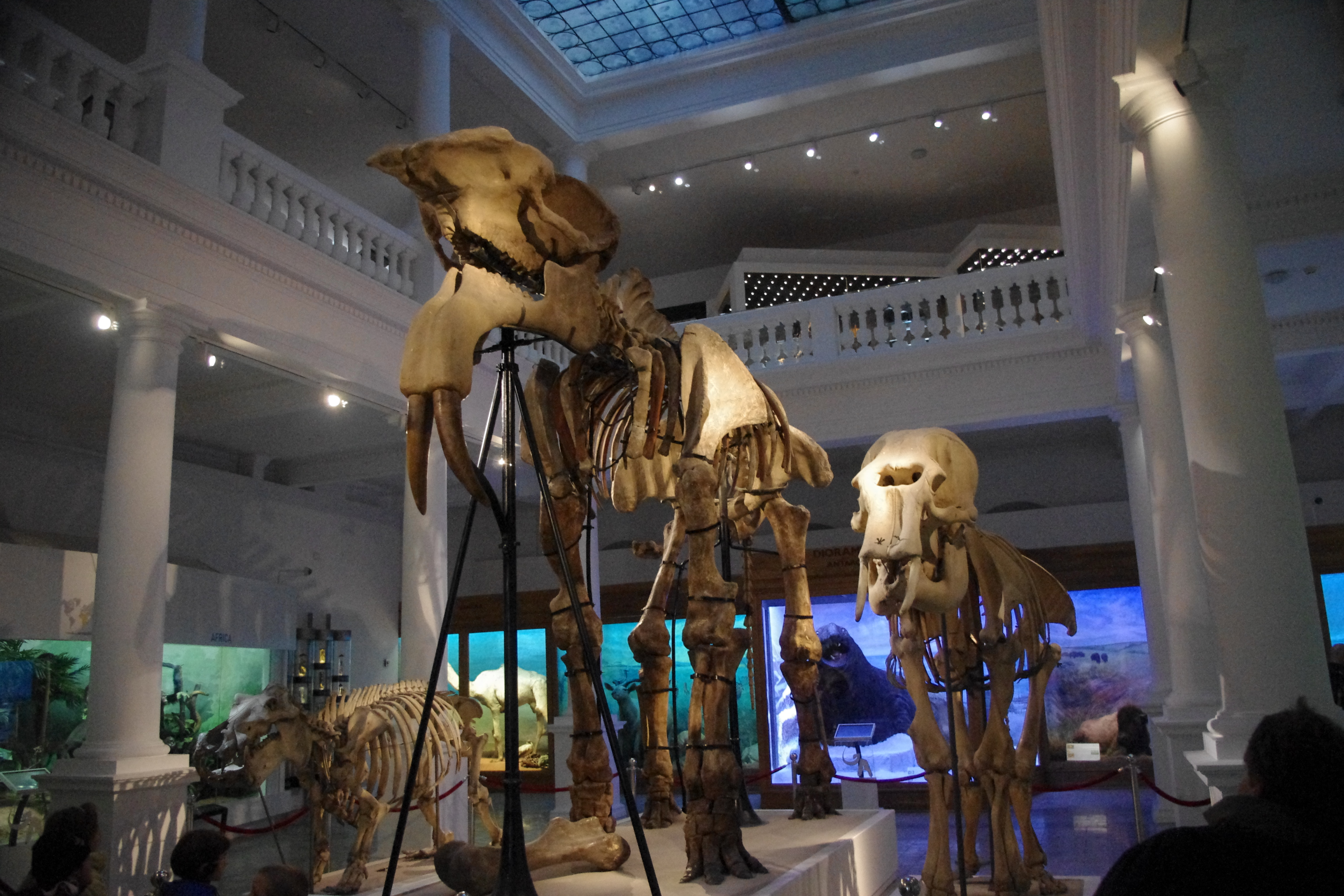
Szkielet Deinotherium.
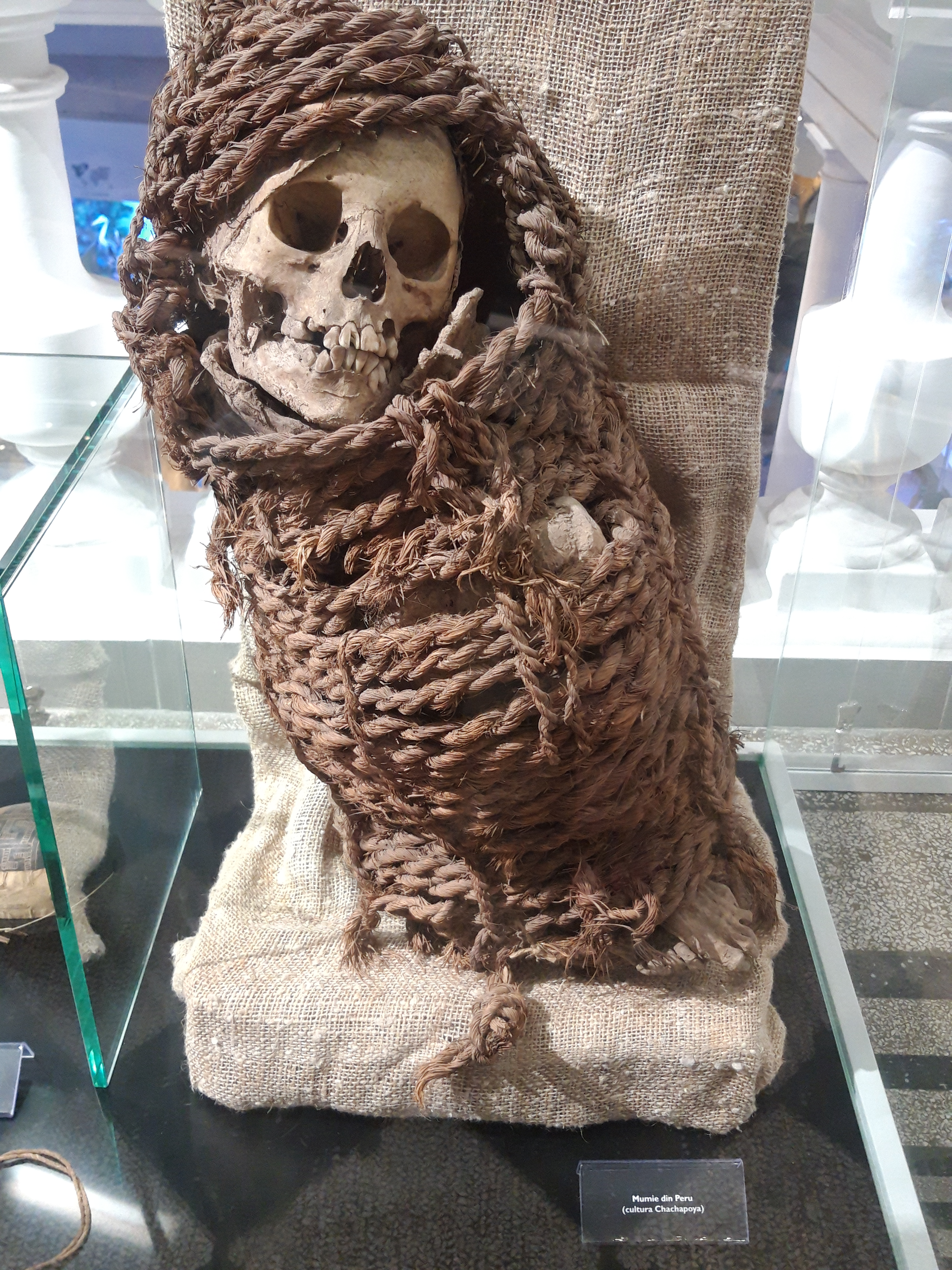
Mumia z Peru (kultura Chachapoyas).